# Białowodzki Przechód
Białowodzki Przechód (słow. Bielovodský priechod, ok. 1890 m) – przełączka w masywie Młynarza w słowackich Tatrach Wysokich. Znajduje się pomiędzy Młynarką a Pośrednią Białowodzką Przełączką, około 30 metrów wyżej od niej i około 100 m dalej na zachód. Na południe do  północ opada do Młynarzowego Przechodu.
Przez Białowodzki Przechód prowadzi droga wspinaczkowa z Doliny Ciężkiej do środkowej części Młynarzowej Ławki. Kozice wydeptały perci na obydwie strony przełączki. Z obydwu stron na przełączkę prowadzą również drogi wspinaczkowe.
Nazwę przełączki utworzył Władysław Cywiński.

## Drogi wspinaczkowe
1. Od północy z Młynarzowego Przechodu; 0+ w skali tatrzańskiej, czas przejścia 15 min
2. Od południa z Wyżniego Młynarzowego Siodła; 0, 15 min[2].